# Biacumontia truncatidens
Biacumontia truncatidens is een hooiwagen uit de familie Triaenonychidae. De wetenschappelijke naam van Biacumontia truncatidens gaat terug op Lawrence.